# Нагорских, Павел Леонтьевич
Павел Леонтьевич Нагорских (родился 28 июля 1971) — поэт–палиндромист, один из самых известных представителей этого немассового искусства в России. Живёт в городе Пермь.

## Творчество
Сочинением палиндромов Павел увлекся с юности. Дебютная публикация стихов Павла Нагорских состоялась в «Пионерской правде» в 1989 году.
Его палиндромам присуща поэтическая выразительность, мелодичность, стройность языка. Особенно автору удаются так называемые монопалиндромы, то есть целые стихотворения, читаемые от начала к концу и от конца к началу одинаково. Вот одно из его произведений (для ознакомления):
Рок сна дан скор
Лун горд звон,
––––––––––––Но вздрогнул он,
––––––––––––––––––––––––––В ад летел вон скоро.
–––––––––––––––––––––––––––––––––––––––––––Лун хор – гном,
–––––––––––––––––––––––––––––––––––––––––––––––––––––––И замер дол,
––––––––––––––––––––––––––––––––––––––––––––––––––––––––––––––––Сень – не пень, туп город…
––––––––––––––––––––––––––––––––––––––––––––––––––––––––––––––––Дорог путь,
–––––––––––––––––––––––––––––––––––––––––––––––––––––Не пень несло,
–––––––––––––––––––––––––––––––––––Дрема зим он… Грохнул,
–––––––––––––––––––––––––––––О, рок снов,
––––––––––––––––––––––Летел давно
Лун горд звон, но вздрогнул…
Произведения Павла Нагорских регулярно публиковались в литературном журнале «МАНСАРДА» (ISSN 0131-1638).
В 2000 году Павел вместе с братом-близнецом Алексеем Леонтьевичем Нагорских, тоже палиндромистом, начали издавать первый в России журнал для палиндромистов "ТИТ". К сожалению, в настоящее время журнал не выходит.

## Наиболее значимые произведения Павла Нагорских
- О, то фото
- Гударь радуг, или Владимир Владимирович Маяковский (поэма)
- Дорога по кругу (поэма) в соавторстве с Б. Гольдштейном, В. Либо, Д. Минским
- «"Рачий" словарь» — в соавторстве с братом Алексеем Нагорских [3]